# London Studio
London Studio foi um estúdio da Sony localizado em Londres, Inglaterra. Fundada em 2002, London Studio foi o maior estúdio da Sony Interactive Entertainment (SIE) de desenvolvimento interno, com pessoas que trabalhava num edifício de sete andares especialmente desenvolvido para este fim no distrito de Soho. O grupo incluia desenvolvimento com Team SOHO (criadores de The Getaway (jogo eletrônico)), a I & D para o grupo responsável pelo EyeToy, e vários outros grupos de investigação e desenvolvimento dedicada à produção de jogos PlayStation e ferramentas de desenvolvimento em todas as plataformas de jogos da SIE. London Studio atuava como parte da PlayStation Studios.

## Jogos cancelados
- Eight Days para Playstation 3[2]
- The Getaway 3 para Playstation 3